# Natació als Jocs Olímpics d'estiu de 1896 - 1.200 metres lliures masculins
Els 1.200 metres lliures masculins fou la més llarga de les quatre proves del programa olímpic de natació dels Jocs Olímpics d'Atenes de 1896. Hi van prendre part 9 nedadors en representació de quatre països.
Alfréd Hajós guanyà la cursa amb quasi 100 metres de distància sobre el segon classificat. Paul Neumann, vencedor de la prova dels 500 metres no pogué acabar la cursa. Es desconeix el nom de tres dels nedadors grecs que hi prengueren part, així com la classificació exacta dels nedadors que quedaren per sota del tercer lloc.

## Medallistes
| Or                 | Plata                 | Bronze                     |
| Alfréd Hajós (HUN) | Joannis Andreou (GRE) | Efstathios Chorophas (GRE) |

## Resultats
| Posició | Nedador                    | País         | Temps      |
| ------- | -------------------------- | ------------ | ---------- |
| Or      | Alfréd Hajós               | Hongria      | 18'22,2"   |
| Argent  | Joannis Andreou            | Grècia       | 21'03,4"   |
| Bronze  | Efstathios Chorophas       | Grècia       | desconegut |
| 4-8     | N. Katravas                | Grècia       | desconegut |
| 4-8     | Gardner Williams           | Estats Units | desconegut |
| 4-8     | 3 nedadors, nom desconegut | Grècia       | desconegut |
| -       | Paul Neumann               | Àustria      | DNF        |